# 쓰후향

쓰후 향의 위치

쓰후향(한국어: 사호향, 중국어: 四湖鄉, 병음: Sìhú Xiāng)은 중화민국 윈린 현의 향이다. 넓이는 77.1189km2이고, 인구는 2015년 8월 기준으로 24,890명이다.

## 지리
윈린 현의 서부 연해에 위치하고 서쪽은 타이완 해협이다.

## 역사
명의 숭정 연간에 장주, 천주로부터 사람들이 이곳으로 이주 했다. 당시의 쓰후 취락의 범위는 동쪽은 계저, 남쪽은 녹장, 채초, 서쪽은 호료, 양조, 북쪽은 보장호, 정호 일대까지 펼쳐져 있었다. 각각 사방으로 큰 호수가 위치하고 있던 데에서 사호(四湖)라고 명명되었다.